# Steve Thull

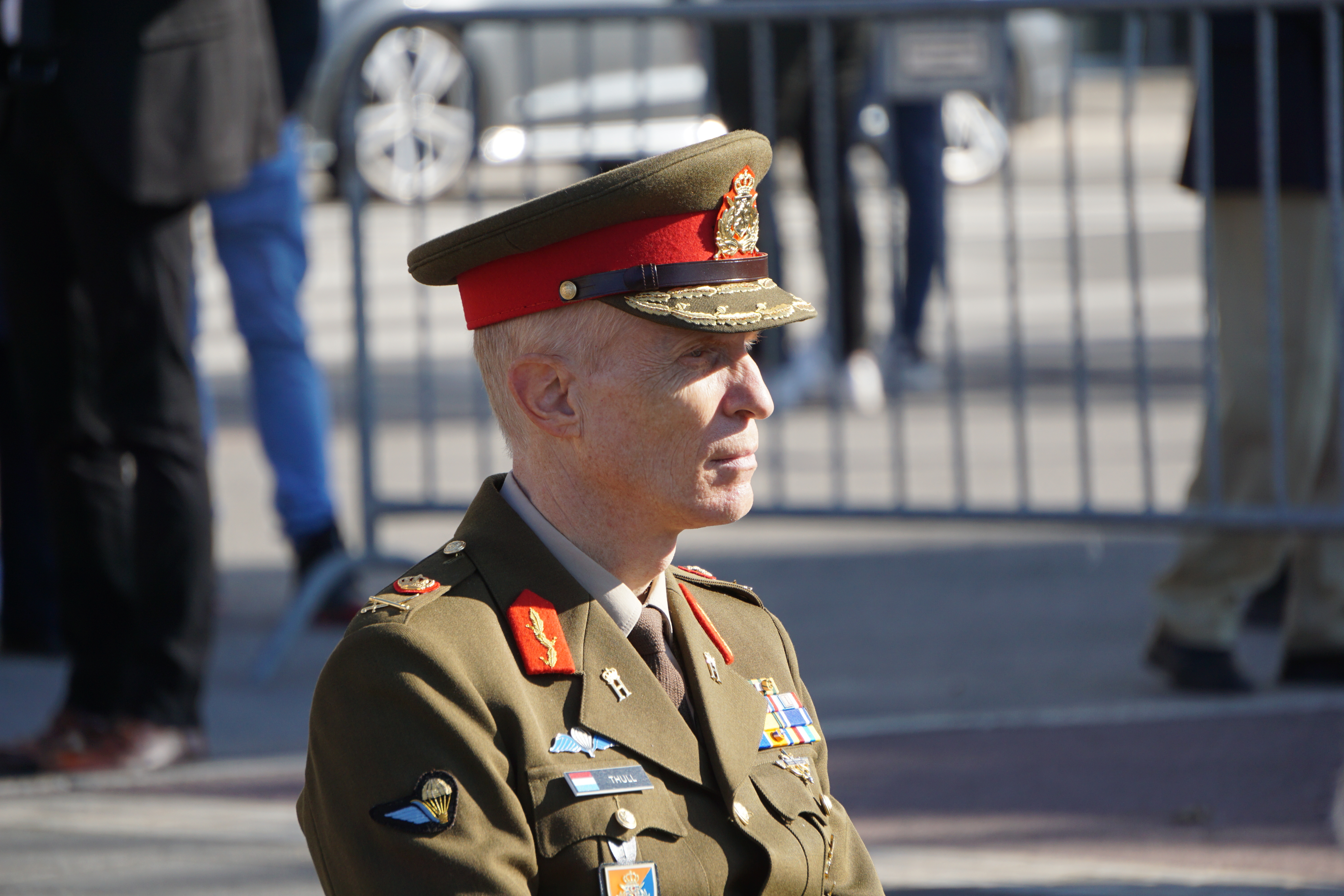
Steve Thull (2021)

Steve Thull (* 23. April 1967 in Esch an der Alzette) ist ein luxemburgischer Brigadegeneral. Seit 29. September 2020 ist er Chef des Generalstabs der luxemburgischen Streitkräfte und somit deren militärischer Befehlshaber.

## Leben
Im Jahr 1991 beendete Steve Thull seine Offiziersausbildung an der École Royale Militaire in Brüssel und diente in den nächsten Jahren als Zugführer und Kompaniekommandant beim luxemburgischen Heer. Zwischenzeitlich war er 1997 auch bei der IFOR in Bosnien eingesetzt. Ab 1999 folgten verschiedene Verwendungen im Stabsbereich. Zudem besuchte er Aufbaustudiengänge in Frankreich und den USA. Als Oberstleutnant vertrat er zwischen 2015 und 2020 die luxemburgischen Streitkräfte bei verschiedenen Institutionen der NATO und EU. Am 29. September 2020 wurde er, als Nachfolger von Alain Duschène, zum militärischen Befehlshaber der luxemburgischen Streitkräfte ernannt und zum General (OF-6) befördert.
Steve Thull ist verheiratet und Vater von drei Kindern.

## Auszeichnungen
Der General erhielt u. a. folgende bedeutende Auszeichnungen:
|  | Ritter des Militär- und Zivildienst-Ordens Adolphs von Nassau |
|  | Offizier des Ordens der Eichenkrone                           |
|  | Kommandeur des Verdienstordens des Großherzogtums Luxemburg   |
|  | Offizier des Ordens von Oranien-Nassau                        |